# Improvisio
 (juin 2020).
Improvisio est une Web-série d'improvisation théâtrale (impro) produite par Radio-Canada en 2020 durant la pandémie de COVID-19. L'émission met en scène des acteurs francophones de l'Ouest canadien, qui se disputent un match d'impro par vidéoconférence. Le projet fut réalisé et coordonné par Josée Lévesque, et avait pour but de « donner un coup de pouce » aux acteurs qui sont dans l'incapacité de travailler à cause des mesures de restrictions sanitaires imposés au Canada durant la pandémie. Trois épisodes ont été produites et diffusés en mai et juin 2020.